# Kościół i klasztor franciszkański w Bieczu
Klasztor w Bieczu – klasztor zakonu Franciszkanów Prowincji Matki Bożej Anielskiej wraz z kościołem św. Anny.

## Historia
W miejscu klasztoru dawniej znajdował się zamek. Reformaci wcześniej osadzeni byli w drewnianym kościele św. Jakuba, jednak ze względu na podmokły i narażony na wylewy rzeki Ropy teren prosili o nowe lokum. Dzięki pomocy starosty bieckiego, Jana Wielopolskiego, który postanowił przenieść w obręb miasta (do Grodu) siedzibę starosty, reformaci otrzymali budynki zamku. Zamek został przebudowany na kościół oraz klasztor, czego dowodem są m.in. wielkie drzwi zamkowe ozdobione orłami jagiellońskimi z XVI wieku. Po przebudowie w 1642 roku zakonnicy przenieśli się do nowej siedziby i pozostali tam do dziś. Następnego dnia po przeprowadzce poprzedni kościół św. Jakuba zalała powódź, niszcząc jego drewnianą część.
5 kwietnia 1770 konfederaci barscy stoczyli, w czasie wycofywania spod Jedlicza i Nowego Żmigrodu, bitwę pod Siepietnicą. Zorientowawszy się o znacznej liczebnej przewadze (2 tys. żołnierzy) wojska rosyjskiego, wycofali się w kierunku Biecza. Wojsko rosyjskie w pogoni za konfederatami złupiło Biecz, zwłaszcza kościół i klasztor franciszkański, mordując także kilku zakonników.
W 2003 roku został wykonany remont kościoła i klasztoru, czego pamiątką jest znajdująca się obok figura Matki Boskiej Niepokalanej.

## Wnętrze kościoła

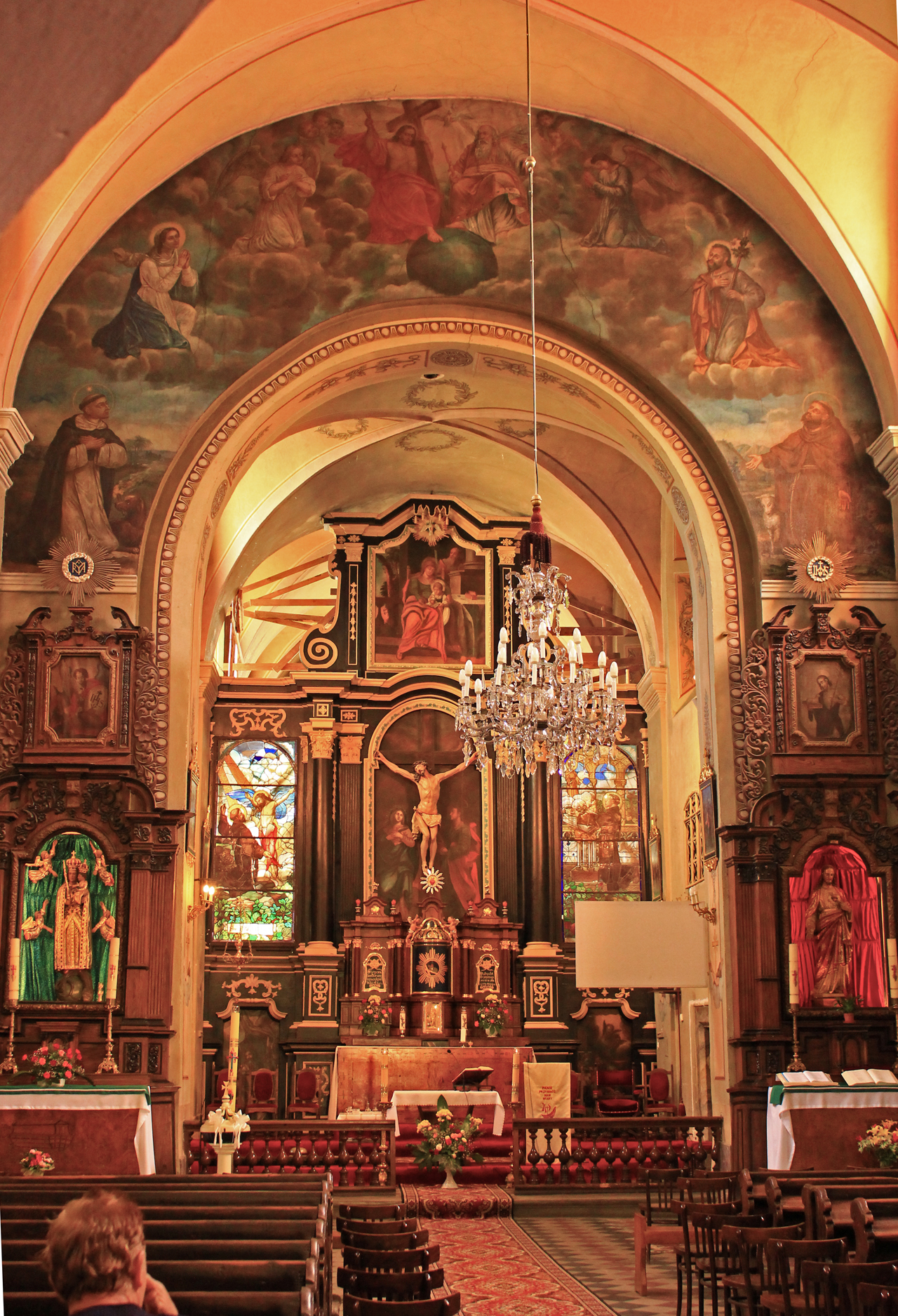
Wnętrze kościoła św. Anny

Jednonawowy kościół pw. św. Anny pochodzi z okresu baroku. Całość dość skromna, zgodnie z regułami franciszkanów. Obraz w głównym ołtarzu przedstawia św. Annę. Obok ołtarza na ścianie wisi obraz Zdjęcie z krzyża, z kręgu El Greca. W ołtarzu głównym po obu stronach umieszczono witraże św. Franciszka i św. Antoniego, wykonane według projektu Stefana Matejki w roku 1908. W drugiej połowie prezbiterium, za głównym ołtarzem, znajduje się pulpit muzyczny z XVIII wieku. W ołtarzu bocznym po lewej stronie znajduje się rzeźba Matki Boskiej w stroju szlachcianki, zwanej Matką Boską Biecką, z XVI wieku. Przy wejściu, pod nawą mieści się krypta, w której pochowany jest poeta Wacław Potocki. W południowo-wschodniej części klasztoru znajduje się wieżyczka zegarowa wykonana przez brata Klemensa Czechowicza w 1744 roku. Na piętrze znajduje się unikatowa biblioteka z inkunabułami z XV wieku. Franciszkanie przechowują w swoim klasztorze ponad 2000 cennych ksiąg. Na chórze muzycznym znajdują się 16-głosowe organy firmy Braci Rieger, posiadające 2 manuały i klawiaturę nożną. Zostały sprawione w roku 1903.
W kruchcie kościoła znajduje się m.in. epitafium Marii Amalii Mniszchowej (1736-1772). Inskrypcja głosi: "D.O.M. Maria Amelia z hrabiów Bruhlów Mniszchowa Generałowa Wielkopol. Umarła w 36 r. wieku swego d. 30 kwiet. R. 1772 w Dukli. Prosi o Zdrowaś Maria"

## Okolice klasztoru
Na dziedzińcu klasztornym znajduje się 14 kaplic Męki Pańskiej. Do muru od strony południowej przylega klasycystyczna kaplica z rzeźbą Chrystusa przy słupie. Od południowej strony klasztoru znajduje się wał ziemny, wybudowany w czasie potopu szwedzkiego. Mury otaczające klasztor pochodzą z XVII wieku, znajduje się w nich kilkadziesiąt otworów strzelniczych.